# 興和曆
《興和曆》，即《甲子元曆》，是南北朝东魏的历法。李业兴编制。
《正光曆》施行在魏孝静帝时已经和天象有违。兴和元年（539年），李业兴编制新历法。经过信都芳审核订正，以为被《正光历》为佳，于是颁布实施，一直用到东魏灭亡。

## 文內注釋
1. ↑  s:魏書/卷107下